# カレンダー・ラウンド

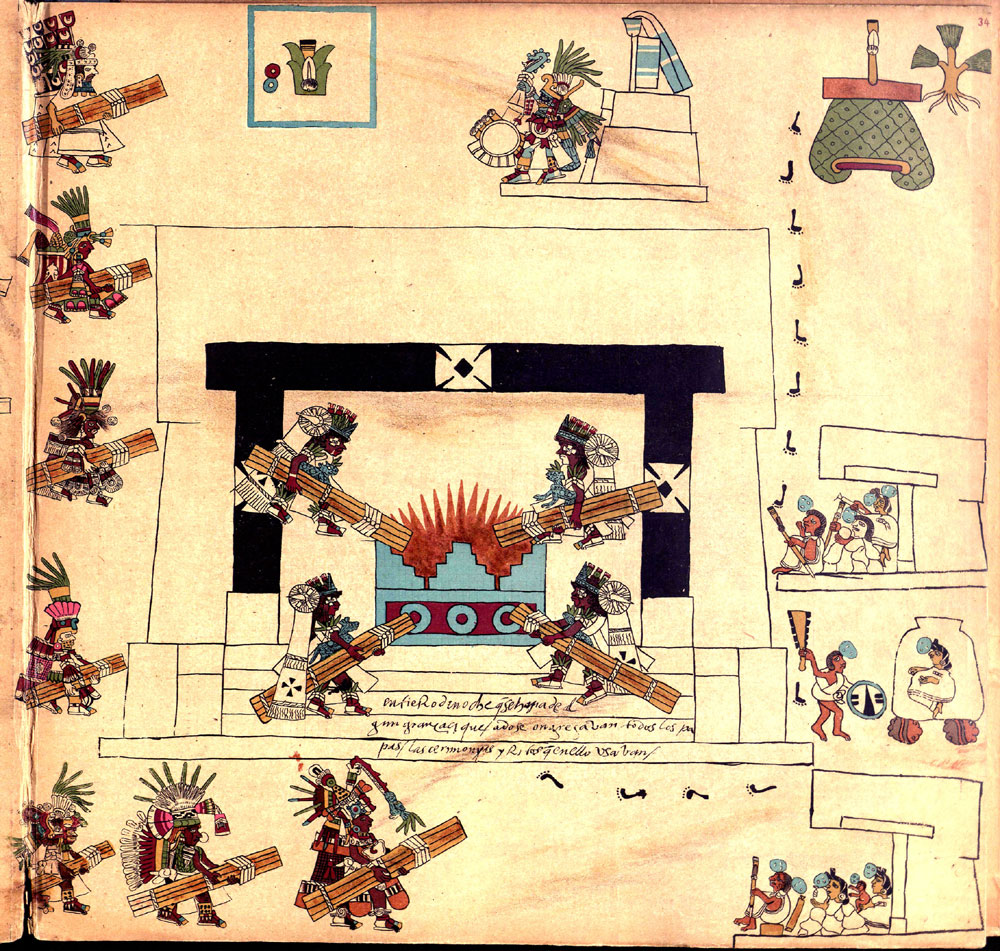
新しい火の祭り（ブルボン絵文書）

カレンダー・ラウンド（英語: Calendar Round、スペイン語: rueda calendárica）は、メソアメリカの暦の周期で、260日の祭祀暦と365日の太陽暦の組み合わせをいう。約52年で一周する。
カレンダー・ラウンドの変わり目は先コロンブス期のメソアメリカの文化では重要な意味を持ち、アステカでは新しい火の祭りという祭儀が行われた。

## 概要
メソアメリカでは1から13までの数字と20の日名の2つの周期を組み合わせた260日を周期とする祭祀暦と、太陽年に近い365日（20日からなる「月」が18か月と、余日5日から構成される）の太陽暦の2つが紀元前から広く行われた。マヤ暦では前者をツォルキン、後者をハアブと呼ぶ。ナワトル語では前者をトナルポワリ、後者をシウポワリと呼ぶ。
この2つの周期の組み合わせがカレンダー・ラウンドである。カレンダー・ラウンドは260日と365日の最小公倍数である18980日（= 260×73 = 365×52）の周期をもつ。ナワトル語ではシウモルピリ (xiuhmolpilli)、すなわち「年の束」と呼び、52本の棒を束ねた図像で表現した。

## 年の名前
カレンダー・ラウンドの簡略版が、365日周期の年の名前に使用された。この方法では、年の名前を260日周期の日付で表す。365 = 13×28 + 1 = 20×18 + 5 なので、1年後には13日周期が1つ、20日周期が5つ進む。したがって、たとえばアステカ暦では3・8・13・18番目の「家、ウサギ、葦、石刀」のみが使われ、「1の家」の年の次が「2のウサギ」になる。スペイン人がはじめてテノチティトランにはいった1519年は、「1の葦」の年だった。
年の名前に1年のどの日を選ぶかは地域によって異なっていた。後古典期のユカタン半島のマヤ人は365日暦の最初の日のツォルキンによる日付を使用し、20日の周期のうち4・9・14・19番目（カン・ムルク・イシュ・カワク）が使われたが、アステカ暦では余日5日を除いた最後の日、すなわち360日めの日付を使用した。
この方法による年名は広く使われたが、52年たつと一巡してしまうため、東アジアにおける干支による年の表記と同様、実際に何年であるかを確定しづらい問題がある。たとえばテノチティトランの建設は「2の家」の年とされ、1325年のことと考えられているが、1273年や1377年も「2の家」になる。アステカでは古典期マヤの長期暦のような実質的に循環しない暦を持たず、カレンダー・ラウンドによる年の名前を用いたため、曖昧さは常についてまわる。

## 宗教的意味
ひとつのカレンダー・ラウンドの終わりは重要な意味を持ち、盛大な祭儀が行われた。カレンダー・ラウンドのはじまりは地域ごとに異なっていたが、アステカでは「2の葦」の年からカレンダー・ラウンドがはじまると考えられ、新しい火の祭りという祭儀が行われた。最後の新しい火の祭りは1507年に祝われた。フィレンツェ絵文書によると、この時には子供は寝ている間にネズミになるので眠らせないようにし、女は怪物にならないように閉じこめ、神官がクルワカンの丘で夜中に捕虜を生贄として石刀で胸を割き、心臓を取りだして火の神シウテクトリに捧げる。ついで生贄に火をつけ、たいまつに移してテノチティトランのウィツィロポチトリの神殿まで届けたあと、そこから周辺の神殿にも火がうつされる。